# Base di Mannich
Una base di Mannich è un beta-ammino-chetone che si è formato nella reazione tra un'ammina, formaldeide (o un'altra aldeide) e un carbonio acido. La base di Mannich è il prodotto della reazione di Mannich, che è una reazione di addizione nucleofila di un'aldeide non enolizzabile e di una ammina primaria o secondaria per produrre un'immina stabilizzata per risonanza. L'aggiunta di un carbanione da un composto con un carbonio con idrogeni acidiCH acido (ogni carbonile enolizzabile, ammidi, carbammati, idantoine o urea) all'immina dà la base di Mannich.